# 2009 DD45
2009 DD45 – planetoida z grupy Apollo zaliczana do planetoid bliskich ziemi (NEO).

## Odkrycie
2009 DD45 została odkryta 27 lutego 2009 roku przez australijskich astronomów. Nazwa planetoidy jest oznaczeniem tymczasowym. 2 marca 2009 planetoida ta minęła Ziemię w odległości zaledwie 72 000 km, a więc w 1/5 odległości Księżyca od Ziemi.
Wielkość 2009 DD45 początkowo szacowano na ok. 50 m, to jest porównywalną z wielkością obiektu, który mógł być odpowiedzialny za wywołanie katastrofy tunguskiej. Później jednak zredukowano oszacowanie jego średnicy do ok. 19 m.